# Renault Symbioz
Ne doit pas être confondu avec Renault Symbioz Concept.
Le Renault Symbioz est un SUV du constructeur automobile français Renault produit à partir de 2024.

## Présentation

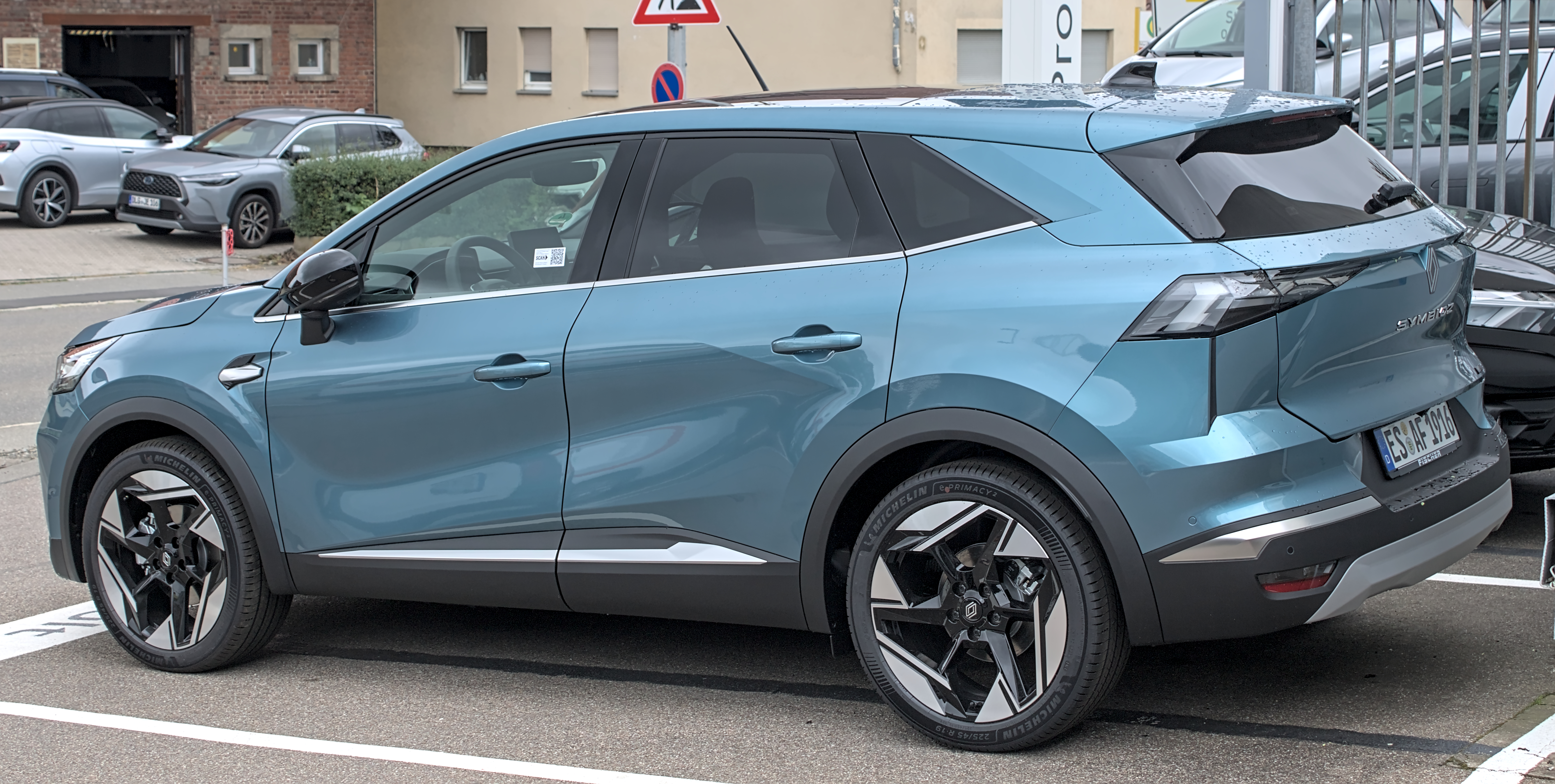
Vue de l'arrière.

Le Renault Symbioz (code interne DJB) est annoncée par le constructeur le 8 février 2024 et présentée officiellement le 2 mai 2024.
Le Symbioz reprend le nom du concept car Symbioz de coupé sport GT 100 % électrique présenté au salon de l'automobile de Francfort 2017.
En 2025, il est décliné chez la marque Mitsubishi Motors sous l'appellation Grandis.

## Caractéristiques techniques
Le Symbioz est basée sur la plateforme technique CMF-B du groupe Renault-Nissan-Mitsubishi.

### Motorisations
Le Symbioz reçoit une unique motorisation hybride constitué d'un 4-cylindres 1.6 litre et de deux moteurs électriques associés à une batterie de 1,2 kWh.
| Logo de Renault                     | Renault Symbioz                                      |
| Logo de Renault                     | 1.6 E-Tech Hybrid                                    |
| ----------------------------------- | ---------------------------------------------------- |
| Moteur                              | 4-cylindres essence à cycle Atkinson + E-Motor + HSG |
| Disponiblité                        | 06/2025 -                                            |
| Admission                           | Atmosphérique                                        |
| Cylindrée (cm3)                     |                                                      |
| Puissance maximale (ch) [kW]        | thermique : 94 E-Motor : 48 HSG : 20 cumulée : 145   |
| au régime de (tr/min)               |                                                      |
| Couple maximal (N.m)                | thermique : 144 E-Motor : 205 HSG : 50               |
| au régime de (tr/min)               |                                                      |
| Boîte de vitesses                   | Automatique multimodes à 15 combinaisons             |
| Transmission                        | Traction                                             |
| Vitesse maximale (km/h)             |                                                      |
| 0-100 km/h (s)                      |                                                      |
| Consommation (L/100 km)             | 4,6                                                  |
| Émissions de CO2 (g/km)             |                                                      |
| Capacité du réservoir (L)           |                                                      |
| Masse à vide (kg)                   |                                                      |
| Norme environnementale              | Euro 6d-Temp                                         |
| Batterie                            |                                                      |
| Type de batterie                    | Lithium-ion                                          |
| Capacité brute de la batterie (kWh) |                                                      |
| Capacité nette de la batterie (kWh) | 1,2                                                  |
| Autonomie (km) - cycle WLTP         |                                                      |
| Temps de recharge                   |                                                      |
| Sur une prise domestique 2,3 kW     |                                                      |
| Sur une Wallbox 7,4 kW              |                                                      |

## Finitions
- Evolution[8]
- Techno
- Iconic
- Esprit Alpine

## Prix
Le 22 mai 2024, seulement quelques jours après sa présentation, Renault annonce les tarifs du Symbioz. Ceux-ci vont de 34 900 € à 37 900 €. Une version moins chère, motorisée par un bloc mild hybrid autour des 30 000 € est également annoncée pour l'année 2024.